# The English Dancing Master
The English Dancing Master (ou The Dancing Master dans les éditions postérieures) est un recueil de contredanses anglaises (ou country dances) publié en 1651 par l'éditeur John Playford.

## Description
Il a connu 18 éditions jusqu'en 1728. L'élargissement du répertoire, passant de 105 danses en 1651 à 358 danses en 1728, a nécessité la division de l'ouvrage en plusieurs volumes : le volume II parut vers 1713 et contenait 200 nouvelles danses, tandis qu'un volume III parut en 1719 et 1726, totalisant plus de 920 danses.
Au début du XXe siècle, le spécialiste britannique de l'histoire de la danse Cecil Sharp édita 6 volumes de reconstitution des contredanses anglaises, majoritairement celles éditées par John Playford.

## Discographie
- Lien : John Playford : Prince Rupert March and Masco, extrait de The English Dancing Master (1651), par « Les Witches »